# معلى (نثر)

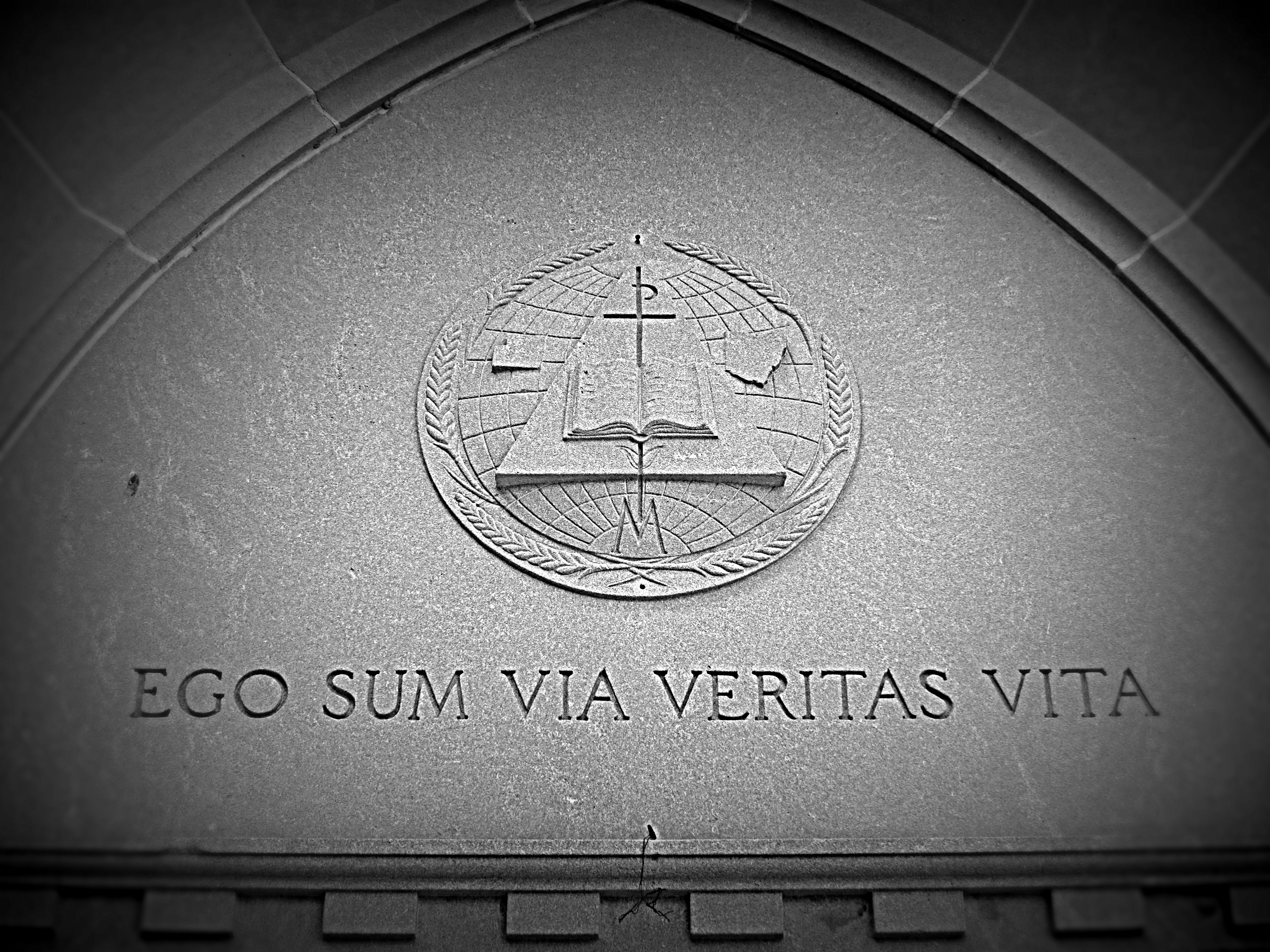

المعلى في النثر هو النص المبدوءة كلماته بنفس الحرف، وهذا ما يعرف بالجناس الاستهلالي، والكلمة مأخوذة من المعلى في الشعر.